# Yaetertius iriojekeus
Yaetertius iriojekeus är en tvåvingeart som beskrevs av Sasa och Suzuki 2000. Yaetertius iriojekeus ingår i släktet Yaetertius och familjen fjädermyggor. Inga underarter finns listade i Catalogue of Life.